# کوه سبز
کوه سبز، روستایی از توابع بخش مرکزی شهرستان مرودشت در استان فارس ایران است.کوه سبز در نزدیکی پتروشیمی های شیراز و مرودشت قرار دارد. این روستا دارای بستنی های سنتی معروفی است که همواره مورد استقبال مسافران قرار می گیرد.

## جمعیت
این روستا در دهستان رامجرد یک قرار دارد و براساس سرشماری مرکز آمار ایران در سال ۱۳۸۵، جمعیت آن ۲٬۹۰۶ نفر (۶۵۲خانوار) بوده‌است.